# Castell de Castelltallat (Sant Mateu de Bages)
El Castell de Castelltallat és una edificació que forma part de l'Inventari del Patrimoni Arquitectònic Català de Sant Mateu de Bages (Bages).

## Descripció
Restes situades al capdamunt d'un turó, juntament amb l'església de Sant Miquel de Castelltallat i l'Observatori Astronòmic de Castelltallat. Del castell primitiu destaca una torre de planta quadrada situada al vessant nord-est del turó, tota arrebossada de morter de calç, i un gran edifici rectangular encapçalant la part més alta, formant un cos únic rectangular de 25,5 m de llarg. Les restes del recinte murallat, que tanquen el recinte juntament amb la sala rectangular i la torre i que presenten un aparell molt més tosc, daten del segle xi. La resta de murs i estructures conservades corresponen a diferents ampliacions i remodelacions dels segles XII-XIII.

## Història
És un castell termenat documentat el 937, dit també en els documents Montdó o Montedono i Castrodon. Ja a finals del segle xiii o principis del XIV el castell es troba fora d'ús, produint-se el seu enrunament. Les campanyes arqueològiques portades a terme entre els anys 1999 i 2003, motivades per la construcció d'un observatori astronòmic per part de l'Agència de Promoció Turística de la Diputació de Barcelona, han permès treure a la llum nombroses estructures d'aquest castell, del qual fins aleshores només es coneixien escassos vestigis.

## Jaciment
Munt de ruïnes informes al pujol que hi ha sobre l'església de Sant Miquel de Castelltallat.
Turó pelat darrere l'església de Sant Miquel de Castelltallat, al damunt de la qual hi ha les instal·lacions d'una antena.
Un accés possible es pot fer des de l'eix Transversal, per la sortida d'Aguilar de Segarra i agafant la carretera BV-3008 en direcció a Fonollosa. Just abans d'entrar a aquest terme municipal, dalt del Coll de Cal Pallarès, s'agafa a mà esquerra una carretera, recentment asfaltada que porta a les masies de la contrada, i també, a l'església de Sant Miquel de Castelltallat. L'altra opció és anar-hi per la carretera de Callús a Castelltallat, passant per Sant Mateu de Bages, la BV-3003, que s'agafa dins el nucli de Callús. A l'altura de Can Ferrer, poc després surt un camí carreter a mà esquerra, conegut com a camí de la Creu Capsada que ens porta fins a Castelltallat. Abans passem pel costat de la Casanova (BAR), i voregem el turó que tenim al davant per la dreta que ens porta fins a l'església i el castell.
Els motius de la intervenció arqueològica són el projecte de construcció d'un observatori astronòmic per part de l'Agència de Promoció Turística de la Diputació de Barcelona. La presència a dalt el turó d'un gran enderroc en forma cònica va fer pensar als responsables de l'obra en les possibilitats arqueològiques d'aquella zona. Les referències historiogràfiques parlen de l'existència d'una fortificació, el Castell de Castelltallat, que tradicionalment s'ha situat a l'entorn de l'església de Sant Miquel, capella que, segons la tradició local, va ser bastida en part aprofitant les pedres dels antics edificis castrals. Els resultats dels sondeigs arqueològics realitzats en el turó situat al costat de l'església de Sant Miquel de Castelltallat permeten afirmar a Josep Maria Vila que la totalitat de la superfície del turó conserva restes arqueològiques que donada la seva tipologia, i vistes les notícies documentals conservades, corresponen indubtablement a edificis corresponents al castell de Castelltallat.
S'han constatat una sèrie d'edificacions disposades en forma de L, que ocupen els costats occidental i septentrional del turó. La resta de l'espai estaria ocupat per un pati, reutilitzat en el segle xvii com a zona de conreu. Durant la realització dels sondejos no s'ha pogut localitzar el tancament del recinte pels costats sud i est. Respecte a la cronologia es creu que almenys els murs més antics podrien correspondre a les fases més antigues de la fortificació (segles X-XI ?). Aquestes edificacions primitives degueren ser posteriorment ampliades, amb cossos annexos. En el moment de la visita a l'indret s'hi estava fent ja una campanya d'excavació arqueològica extensa que havia permès recuperar tot el perímetre del castell. En converses amb l'arqueòleg Josep Fauquet i Palau, ens va avançar que les edificacions del castell semblaven correspondre a 4 fases constructives. Un primer cos quadrat més antic, totalment arrebossat, possiblement una torre, situada en el vessant nord-est del turó, amb parets conservades fins a una alçada de gairebé 4 m. Un segon cos adossat a aquest primer, a la part interna del qual s'observa un parament de pedres irregulars, lligats amb morter de calç, entre filades d'opus signinum (de moment se'n veuen dos rengles fets amb aquesta tècnica). A aquest segon cos se li afegeix un de més gran que amplia l'àrea construïda pràcticament ocupant la totalitat del turó. Aquest gran recinte presenta almenys dos àmbits diferenciats que compartimenten el seu espai interior.
La potència estratigràfica considerable ja constatada durant els sondejos, s'ha fet més evident en aquesta campanya on s'han pogut documentar fins a 3 m de sediment en alguns punts. Aquesta fortificació permetria controlar el territori a llarga distància, perquè la visibilitat d'aquest indret és francament espectacular.